# Estuario de Espíritu Santo
El estuario de Espíritu Santo (en portugués: estuário do Espírito Santo) se ubica en el extremo sudoeste de la bahía de Maputo, en Mozambique. Está conformado por la desembocadura de cuatro ríos: el río Tembe desde el sur, el río Umbeluzi por el oeste, y los ríos Matola e Infulene, desde el norte.
Sobre la margen izquierda del estuario, se construyó Maputo, la capital política y el núcleo urbano más importante del país. En la zona industrial, se destaca el puerto de Maputo. La orilla opuesta está conformada por extensos manglares.

## Toponimia
El término estuario de Espíritu Santo hace referencia a la antigua denominación del río Matola, que era conocido en portugués como río Espírito Santo.